# Šmartno (gmina Brda)
Šmartno – wieś w Słowenii, w gminie Brda. W 2018 roku liczyła 200 mieszkańców.